# Kodjovi Mawuéna
Kodjovi Mawuéna né le 31 décembre 1959 à Tsévié est un ancien footballeur togolais,  devenu entraîneur de football. Il est actuellement entraîneur adjoint du Togo.

## Biographie
Défenseur de l'OC Agaza, Kodjovi Mawuéna est international togolais entre 1980 et 1986. Il est capitaine du Togo lors de la CAN 1984, où il est éliminé au premier tour.
Il entame ensuite une carrière d'entraîneur, dirigeant l'OC Agaza et le Dynamic Togolais, et la sélection togolaise. Il dirige le Togo en 1998-1999, puis à la CAN 2000 (uniquement lors du troisième match), puis en 2002, ensuite pendant 3 jours en 2006 et enfin en 2008-2009.